# Запруда из песка
«Запруда из песка» — фантастическая антиутопия Александра Громова, опубликованная в 2011 году. В 2012 году роман удостоен премии «Час быка» Федерации независимых профсоюзов России за лучшее социальное произведение в жанре фантастики, а также премии «Серебряный РОСКОН». Идея авторского мира вызвала, преимущественно, негативные отзывы критиков.

## Литературный мир
Основное действие разворачивается в недалёком будущем, примерно в 2080-е годы. За шестьдесят лет до того без всяких предупреждений Земля в течение одного дня подверглась астероидной бомбардировке, причём из шести упавших небесных тел только одно было замечено астрономами до столкновения. Удары пришлись на пустынные территории Африки, Австралии, Антарктиды, Китая, США и Аргентины. Мощность каждого взрыва равнялась примерно пяти-семи тысячам мегатонн тротилового эквивалента. Через 24 часа после первого удара радиообсерватория Пуэрто-Рико приняла мощный сигнал на частоте излучения нейтрального водорода, который затем был уловлен всеми радиотелескопами мира. Послание было написано на эсперанто:

Людям с планеты Земля. Вам предлагается раз и навсегда покончить с разобщенностью, войнами и опасными увлечениями. Мы не оставим вас в покое до тех пор, пока вы не докажете, что действительно являетесь разумными существами или хотя бы способны учиться, будучи направляемы извне. Произведенная нами демонстрация силы имела целью привлечь ваше внимание и никоим образом не являлась враждебным актом. Мы надеемся, что в дальнейшем нам не придется выбирать для воздействия иные цели на поверхности вашей планеты. Желаем успеха.
Поскольку послание не имело последствий (кроме погрома астрономов и обсерваторий), седьмой астероид упал через полгода в Руб-эль-Хали, сопровождаемый сообщением: «Констатируем отсутствие прогресса». Далее удары последовали через каждые 10 дней — в Гренландию и Якутию, и, наконец, десятый астероид уничтожил Джакарту. Это вызвало массовую истерию мусульман по всему миру, на фоне которой полное уничтожение Сан-Паулу не произвело впечатления. После этого было получено послание из космоса о тайм-ауте на 100-дневный срок. За эти дни во всём мире власть взяли военные, которые провозгласили Землю космическим кораблём, а её население — Экипажем, который несёт коллективную ответственность за свой мир. Единый мировой язык — эсперанто, все подчинены военной дисциплине, национальные государства заменены «отсеками», выделенными по географическому принципу (Россия — Северо-Евразийский, два американских, Австрало-Новозеландский, Восточноазиатский и др.). Вместо бесчисленных конституций и законов — единый Устав, понятный даже малому ребёнку. Если земляне совершают некую «ошибку», за ней следует очередная бомбардировка. Последними по времени действия были уничтожены Москва, Лос-Анджелес и Мельбурн, но в этих случаях жители были заблаговременно предупреждены, чтобы успеть провести эвакуацию людей и самых больших материальных ценностей. При этом чужие не препятствовали развитию космонавтики (совершены две высадки на Марсе и построена лунная база) и не тормозили развития технологий.

## Сюжет
Главный герой — рядовой, а затем офицер Экипажа Фрол Ионович Пяткин, — поставил своей целью узнать, кто такие пришельцы и чего они хотят от землян. Переболев в детстве во время урока выживания энцефалитом, он осознаёт, что реинкарнация существует, и в нём поселяется личность Михаила Васильевича Ломоносова, с сохранившейся памятью, способностями к науке и буйным темпераментом. В ходе долгой борьбы за свободу своей личности и разгадку тайны пришельцев, он посвящён в подоплеку мировой перемены. Оказывается, пришелец действительно существует. Он прибыл на Землю в конце XVII века, но потерпев катастрофу при посадке, находится в коме. Биологически — это продукт эволюции, никогда не выходившей из океана на сушу. Небольшой группе людей в 2020 году удалось научиться использовать часть его способностей: пришелец с неизвестными целями собирал и записывал психоматрицы и память каждого из умиравших землян. Понять его природу и место происхождения так и не удалось. Созданное австралийским миллиардером Стэнтоном тайное общество разработало проект подселения гениев науки и техники в отобранных детей, с сохранением их памяти и способностей. В общем, было использовано 70 личностей, от Эйнштейна до Беккереля и Вернадского (Ломоносов — 48-й в списке). Наставник Фрола — Моше Хаимович Магазинер — носитель матрицы личности Леонарда Эйлера. Отбирались те гении, которые при жизни не замыкались в рамках чистой науки. Так было проведено полное переустройство мира, спасшее человечество от самого себя. Астероидные удары наносил пришелец, телепортируя небесные тела по целям, заданным членами тайного общества. Фрол-Михаил примиряется с существующим порядком и считает, что должен продолжать дело своей жизни — установление природы Чужих и создание мер для противодействия их возможному вмешательству в дела Земли.

## Критическое восприятие
Роман не вызвал большого резонанса, большинство рецензентов — профессионалов и читателей-любителей — высказались негативно-критически. Н. Калиниченко отмечал, что общий замысел и идеология романа типичны для А. Громова, в том числе в плане судьбы человечества в будущем. Рецензент отмечал, что роман построен в форме загадки, причём читатель не имеет преимущества перед протагонистом и движется вслед за ним шаг за шагом. При этом писатель широко использовал отголоски произведений многих отечественных и зарубежных авторов, посвятивших себя теме Контакта. Похвалы удостоился и образ главного героя — буйного, тщеславного Ломоносова, принуждённого учиться существовать в чрезмерно дисциплинированном, застёгнутом на все пуговицы мире Экипажа. Отмечалось, что «именно внутренние монологи главного героя периодически тормозят сюжет, что существенно снижает общее впечатление от книги».
Фантастовед и переводчик Р. Хайнлайна С. В. Голд по собственному выражению испытывал «скепсис в отношении сего автора». Согласно мнению критика, вещи А. Громова, признаваемые хорошими, «гладкие, боевитые, без особо сделанных социальных (а точнее — асоциальных) акцентов». К их числу относятся «Феодал» и «Завтра наступит вечность». Проблема чаще всего в финалах, где «оголтелый реализм», присущий мировоззрению Громова, не позволяет не дописать несчастливого конца к «печальной истории». «Запруда из песка» вызвала у критика сложные эмоции:

Поначалу сильно достаёт экспозиция посредством недалекого подростка (тошнит уже от наивных космических кадетов, которые щедро любят существующий порядок и бубнят об этом по любому поводу и без повода. Понято, что дальше по сюжету им кто-то будет перочинным ножиком открывать глаза до самого затылка, но этот приёмчик уже подзаезжен). Зато после присоединения второй временно́й линии становится почти хорошо — глоток свежего воздуха. Включение интеллектуально продвинутой версии ГГ хорошо играет на контрасте, а предвкушение их слияния стимулирует чтение (можно было бы добавить сюжетной переклички, как в Кинговском «Оно» — стало бы совсем круто). А потом ещё конспирологические игрища добавляют немножко изюму.
С. В. Голд характеризовал роман как «неплохую, гладкую вещь», которую портит отсутствие оригинальной тематики. В первую очередь у критика возникли ассоциации с «Перекрёстком» М. Пухова и произведениями о прогрессорах. «Но это примета времени — печать вторичности так и будет маячить повсюду, пока отцы-основатели не выветрятся окончательно из памяти».
Крайне резкий отзыв оставил писатель Артём Федосеенко. С его точки зрения, стиль романа «зануден», а его главный недостаток — отсутствие «столкновения точек зрения, нет спора, за которым читатель мог бы следить. Идея объявлена в самом начале, закреплена и признана единственно верной». Главный герой также именуется неуравновешенным и самовлюблённым; более того, все руководители мира Экипажа — с подселёнными личностями гениев, страдают диагнозом «психопатия», усугублённым «макиавеллизмом». Отдельного порицания удостоилось «желание кнута», заложенное в описываемую систему общественного воспитания. Выносились и ещё более радикальные оценки, что текст представляет собой не литературное произведение, а политический памфлет и одновременно прокламацию.
Василий Владимирский также негативно оценил роман, утверждая, что он посвящён «казарменному социализму с человеческим лицом». Согласно критику, в этом коренится слабость авторской идеи: на человека непредсказуемым образом действуют бихевиористские методы. Долговременный массовый террор должен привести к прямо противоположным результатам. «До двенадцати лет Фрол Пяткин, главный герой романа, оставался типичным представителем новой породы космических мазохистов, верящих в необходимость порки и гуманность массовых убийств». После подселения ему личности Михайлы Васильевича Ломоносова героя мало занимает он сам, и он воспринимает переселение душ как данность. Ему гораздо интереснее, кто эти неведомые инопланетные «воспитатели»? Чего на самом деле хотят от человечества? Почему вообще обратили на нас внимание? В этом отношении герой и мир А. Громова подстать друг другу, в чём-то привлекая читателя, в чём-то отталкивая. По мнению В. Владимирского, в романе не удалось закольцевать фабулу, «скатившись к банальной конспирологии»:

«Теория заговора», конечно, отличная палочка-выручалочка для писателя-фантаста, помогающая безболезненно снять многие сложные вопросы, но от атеиста Александра Громова как-то не ожидаешь такого вот обращения к «богу из машины».

## Издание
- Александр Громов. Запруда из песка / Иллюстрация на обложке В. Нартова. — М. : Эксмо, 2011. — 416 с. — ISBN 978-5-699-51616-2.